# طائرة خفاقة

صورة متحركة توضح بشكل مبسط طريقة تحرك الطائرات الخفاقة، حيث أنه قائم على تقليد حركة الطيور برفرفة الأجنحة إلى الأعلى والأسفل.

الطائرة الخفاقة وقد تسمى (الأورنيثوبتر (باليونانية: Ornithopter)‏ نقحرة من اليونانية وهي مكونة من كلمتين من اللغة اليونانية هما «جناح» و«طائر») هي عبارة عن مركبة جوية تطير برفرفة أجنحتها. وقد كان مصموها يحاولون صنع شيء يرفرف بشكل شبيه بالذي ترفرف به أجنحة الطيور والخفافيش والحشرات. وبالرغم من أن الطائرات الخفاقة تختلف عن بعضها بالتصميم إلى أنها كلها مبنية على تقليد طريقة طيران هذه المخلوقات. بدأت فكرة الطائرات الخفاقة في عام 1250م وما زال بعض الناس يحاولون بناءها حتى الآن. وقد نجحت بعضها في الطيران.

## التاريخ المبكر

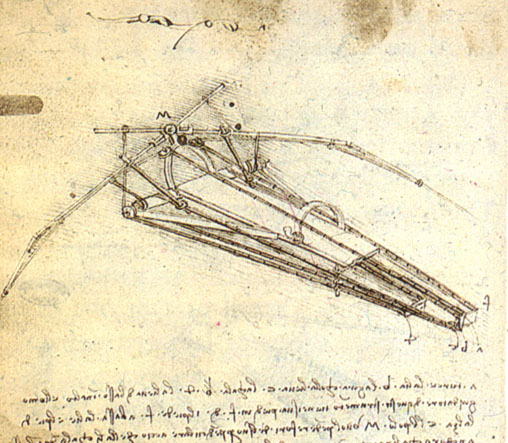
تصميم لآلة الطائرة الخفاقة قام ليوناردو دافينشي برسمه في عام 1505م، وقد قام بتصميمه بحيث يرفرف بطريقة مشابهة لطريقة رفرفة أجنحة الطيور.

فكرة صنع أجنحة تُقلد طريقة طيران الطيور يعود تاريخها إلى الأسطورة الإغريقية القديمة عن إيكاروس ودايدالوس. وأول محاولة للطيران الميكانيكي قام بها عباس بن فرناس، الذي قام باستخدام أورنيثوبتر بدائي وحاول الطيران من على ما يعرف بـ«جبل العروس» الواقع في منطقة «الرصافة» (التي تقع في الأندلس قرب قرطبة) وذلك في عام 875م. ثم قام الفيلسوف البريطاني روجر باكون في عام 1250م بعمل أول دراسة تكنولوجية للطيران وهو أول من جاء بفكرة «الطائرات الخفاقة». وبعد ذلك بـ240 سنة تقريباً وفي عام 1490م بدأ ليوناردو دافينشي بدراسة طيران الطيور. وقد أردك أن البشر ثقيلون وضعيفون جداً لكي يطيروا حتو ولو قاموا بتركيب أجنحة كبيرة على أذرعهم. لذلك فقد قرر تصميم طائرة هيكلها مبني من الخشب، وأجنحتها رقيقة ويتم تحركيها باليد بواسطة رافعات وبالأقدام بواسطة دوسات على الأرض، وذلك بواسطة نظام بكرات.